# Coupe des clubs champions européens 1964-1965
Navigation
Édition précédente Édition suivante
La Coupe des clubs champions européens 1964-1965 a vu la victoire de l'Inter Milan.
L'Inter conserve ainsi son titre acquis en 1964.
31 équipes de 30 associations de football ont pris part à la compétition qui s'est terminée le 27 mai 1965 par la finale à San Siro à Milan.

## Premier tour
| Équipe 1            | Résultat | Équipe 2                    | Aller | Retour | Appui    |
| ------------------- | -------- | --------------------------- | ----- | ------ | -------- |
| Sliema Wanderers FC | 0 - 7    | CS Dinamo Bucarest          | 0 - 2 | 0 - 5  | -        |
| Rangers FC          | 8 - 6    | FK Étoile rouge             | 3 - 1 | 2 - 4  | 3 - 1    |
| SC Rapid            | 5 - 0    | Shamrock Rovers FC          | 3 - 0 | 2 - 0  | -        |
| Glentoran FC        | 4 - 5    | Panathinaïkos AO            | 2 - 2 | 2 - 3  | -        |
| FK Partizani Tirana | 0 - 2    | 1. FC Cologne               | 0 - 0 | 0 - 2  | -        |
| RSC anderlechtois   | 2 - 2    | Bologne FC                  | 1 - 0 | 1 - 2  | 0 - 0 ap |
| KR Reykjavik        | 1 - 11   | Liverpool FC                | 0 - 5 | 1 - 6  | -        |
| BSG Chemie Leipzig  | 2 - 6    | Győr Vasas ETO              | 0 - 2 | 2 - 4  | -        |
| FD Lokomotiv Sofia  | 8 - 5    | Malmö FF                    | 8 - 3 | 0 - 2  | -        |
| Amsterdam FC DWS    | 4 - 1    | Fenerbahçe SK               | 3 - 1 | 1 - 0  | -        |
| Reipas Lahti        | 2 - 4    | SFK Lyn Oslo                | 2 - 1 | 0 - 3  | -        |
| BK 1909 Odense      | 2 - 9    | Real Madrid CF              | 2 - 5 | 0 - 4  | -        |
| VTJ Dukla Prague    | 4 - 4    | KS Górnik Zabrze            | 4 - 1 | 0 - 3  | 0 - 0 ap |
| AS Saint-Étienne    | 3 - 4    | FC La Chaux-de-Fonds        | 2 - 2 | 1 - 2  | -        |
| FC Aris Bonnevoie   | 2 - 10   | SL Benfica                  | 1 - 5 | 1 - 5  | -        |
| FC Internazionale   | exempté  | en tant que tenant du titre |       |        |          |

## Huitièmes de finale
| Équipe 1             | Résultat | Équipe 2           | Aller | Retour |
| -------------------- | -------- | ------------------ | ----- | ------ |
| FC Internazionale    | 7 - 0    | CS Dinamo Bucarest | 6 - 0 | 1 - 0  |
| Rangers FC           | 3 - 0    | SC Rapid           | 1 - 0 | 2 - 0  |
| Panathinaïkos AO     | 2 - 3    | 1. FC Cologne      | 1 - 1 | 1 - 2  |
| Liverpool FC         | 4 - 0    | RSC anderlechtois  | 3 - 0 | 1 - 0  |
| Győr Vasas ETO       | 8 - 7    | FD Lokomotiv Sofia | 5 - 3 | 3 - 4  |
| Amsterdam FC DWS     | 8 - 1    | SFK Lyn Oslo       | 5 - 0 | 3 - 1  |
| Real Madrid CF       | 6 - 2    | VTJ Dukla Prague   | 4 - 0 | 2 - 2  |
| FC La Chaux-de-Fonds | 1 - 6    | SL Benfica         | 1 - 1 | 0 - 5  |

## Quarts de finale
| Équipe 1          | Résultat | Équipe 2       | Aller | Retour | Appui    |
| ----------------- | -------- | -------------- | ----- | ------ | -------- |
| FC Internazionale | 3 - 2    | Rangers FC     | 3 - 1 | 0 - 1  | -        |
| 1. FC Cologne     | 2 - 2    | Liverpool FC   | 0 - 0 | 0 - 0  | 2 - 2 ap |
| Amsterdam FC DWS  | 1 - 2    | Győr Vasas ETO | 1 - 1 | 0 - 1  | -        |
| SL Benfica        | 6 - 3    | Real Madrid CF | 5 - 1 | 1 - 2  | -        |

## Demi-finales
| Équipe 1       | Résultat | Équipe 2          | Aller | Retour |
| -------------- | -------- | ----------------- | ----- | ------ |
| Liverpool FC   | 3 - 4    | FC Internazionale | 3 - 1 | 0 - 3  |
| Győr Vasas ETO | 0 - 5    | SL Benfica        | 0 - 1 | 0 - 4  |

## Finale
| Finale                    | FC Internazionale | 1 - 0   | SL Benfica |                       |                       |
| Jeudi 27 mai 1965 21 h 30 | Jair 43e          | (1 - 0) |            | Stade San Siro, Milan | Stade San Siro, Milan |
| Jeudi 27 mai 1965 21 h 30 | Rapport           |         |            | Stade San Siro, Milan | Stade San Siro, Milan |

## Meilleurs buteurs
- Statistiques officielles de l'UEFA

| Rang | Buteur        | Club               | Buts |
| ---- | ------------- | ------------------ | ---- |
| 1    | Eusébio       | SL Benfica         | 9    |
| 1    | José Torres   | SL Benfica         | 9    |
| 3    | Roger Hunt    | Liverpool FC       | 7    |
| 3    | Nikola Kotkov | FD Lokomotiv Sofia | 7    |